# Udea exigualis
Udea exigualis là một loài bướm đêm trong họ Crambidae.